# Odd Future Records
Odd Future Records è stata una etichetta discografica indipendente statunitense, fondata nel 2011 da Tyler, the Creator.

## Storia
Fondata nell'aprile 2011 da Tyler, the Creator come mezzo di pubblicazione per i dischi del collettivo Odd Future, i primi lavori ad essere pubblicati sono Purple Naked Ladies dei The Internet, 12 Odd Future Songs del collettivo stesso e The Award Tour EP di Mike G. Nonostante ciò, i membri Earl Sweatshirt e Frank Ocean non firmarono. Nel 2012 venne scritturato il gruppo punk hardcore Trash Talk. Nonostante non sia mai stato fatto nessun annuncio, il collettivo e la sua propria etichetta possono dichiararsi sciolti.

## Artisti
- Odd Future (2011-2016)
- Tyler, the Creator (2011-2016)
- The Internet (2011-2015)
- MellowHype (2011-2014)
- MellowHigh (2012-2014)
- Hodgy (2011-2016)
- Mike G (2011-2016)
- Jet Age Of Tomorrow (2011-2016)
- Domo Genesis (2011-2016)
- Trash Talk (2012-2016)